# Geranomyia brasiliensis
Geranomyia brasiliensis är en tvåvingeart som först beskrevs av John Obadiah Westwood 1836.  Geranomyia brasiliensis ingår i släktet Geranomyia och familjen småharkrankar. Inga underarter finns listade i Catalogue of Life.